# X-Men
 Ovo je glavno značenje pojma X-Men. Za istoimeni film pogledajte X-Men (film).
X-Men je grupa izmišljenih stripovskih junaka izdavačke kuće Marvel Comics. Stvorili su ih Stan Lee i Jack Kirby, a svoje prvo pojavljivanje su imali u listopadu 1963. u stripu The X-Men #1. Priča o X-Menima započinje tijekom rastuće anti-mutantske klime koja prevladava među ljudima. U to vrijeme Profesor Charles Xavier stvara mali raj u svojoj Westchesterskoj palači gdje trenira mlade mutante kako bi koristili svoje moći u korist čovječanstva te time dokazali da mogu biti heroji. Xavier vrbuje Kiklopa, Ledenog, Anđela, Zvijer, Marvel Girl i naziva ih "X-Men" zbog posjedovanja "X-gena". Taj gen nemaju obični ljudi, on daje mutantima posebne moći. No, bilo je i drugih verzija u kojima se tvrdilo da "X" u X-Menima označava njihove "ekstra" moći ili da označava radijaciju zbog koje su i mutanti nastali.
Prvi broj je također predstavio njihovog praneprijatelja Magneta koji će se boriti protiv X-Mena desetljećima nakon prvog pojavljivanja, kako sam tako i kao vođa Bratstva Mutanata. Opširni svijet X-Mena uključuje i superjunake kao što su Wolverine, Oluja, Kolos, Nightcrawler, Rogue, Dazzler, Emma Frost i Gambit. Osim Bratstva Mutanata, X-meni su se borili i protiv drugih zlikovaca poput Sentinela, Apokalipse i Mister Sinistera.
X-Men stripovi su bili adaptirani u mnoge medije, od televizije i igrica do komercijalno uspješnih filmova. Prva dva filma (X-Men  iz 2000. i X-Men 2 iz 2003.) je režirao Bryan Singer dok je treći, X-Men: Posljednja fronta iz 2006. godine, režirao Brett Ratner. Snimljena su još dva popratna filma. Prvi je X-Men početak: Wolverine koji prati nastanak Wolverinea, a drugi je X-Men: Prva generacija koji pokazuje kako je započeo vječni sukob između Magneta i Profesora Xaviera. U planu su još filmovi The Wolverine (2013.) i X-Men: Days of Future Past (2014.). 